# Jonas Wendlinger
Jonas Wendlinger (St. Johann in Tirol, 17 juli 2000) is een Oostenrijkse voetballer, die als doelman speelt voor Almere City FC.

## Carrière
Wendlinger speelde in de jeugd bij 1. FC Nürnberg in Duitsland. Hij speelde tien wedstrijden voor het reserve-elftal, in de Regionalliga.
In juli 2021 tekende hij een contract bij SV Ried in zijn geboorteland Oostenrijk, dat uitkwam in de Oostenrijkse Bundesliga. Hij was hier derde keeper, achter Samuel Şahin-Radlinger en Christoph Haas. Uiteindelijk mocht hij zijn debuut maken voor het eerste in de ÖFB Cup, tegen FC Hertha Wels op 31 augustus 2022 (4-2). Uiteindelijk schopte Ried het dat jaar tot de halve finale, maar Wendlinger werd niet opgenomen in de selectie voor de wedstrijd tegen Rapid Wien. Wendlinger maakte zijn debuut in de competitie op 12 februari 2023, tegen TSV Hartberg (0-1). Bij zijn afscheidswedstrijd op 25 mei 2024 mocht hij de tweede helft keepen. Hij kwam in de ploeg voor eerste keeper Andreas Leitner.
In juli 2024 tekende hij een contract voor twee jaar bij Almere City FC. Hier is hij tweede keeper achter Nordin Bakker. Hij speelde dat seizoen negen wedstrijden voor Jong Almere, in de Tweede divisie. Hij maakte zijn debuut in het eerste op de laatste speeldag van het seizoen, tegen AZ (1-1). Hij verving in de 81e minuut Nordin Bakker, die een publiekswissel kreeg.

## Persoonlijk
Wendlinger is een zoon van voormalig Formule 1-coureur Karl Wendlinger.

## Statistieken
| Seizoen | Club              | Competitie     | Competitie | Competitie | Beker | Beker | Overig | Overig | Totaal | Totaal |
| Seizoen | Club              | Competitie     | Wed.       | Dlp.       | Wed.  | Dlp.  | Wed.   | Dlp.   | Wed.   | Dlp.   |
| ------- | ----------------- | -------------- | ---------- | ---------- | ----- | ----- | ------ | ------ | ------ | ------ |
| 2018/19 | 1. FC Nürnberg II | Regionalliga   | 2          | 0          | 0     | 0     | 0      | 0      | 2      | 0      |
| 2019/20 | 1. FC Nürnberg II | Regionalliga   | 0          | 0          | 0     | 0     | 0      | 0      | 0      | 0      |
| 2020/21 | 1. FC Nürnberg II | Regionalliga   | 8          | 0          | 0     | 0     | 0      | 0      | 8      | 0      |
| 2021/22 | SV Ried II        | Regionalliga   | 14         | 0          | 0     | 0     | 0      | 0      | 14     | 0      |
| 2022/23 | SV Ried           | Bundesliga     | 6          | 0          | 3     | 0     | 0      | 0      | 9      | 0      |
| 2022/23 | SV Ried II        | Regionalliga   | 1          | 0          | 0     | 0     | 0      | 0      | 1      | 0      |
| 2023/24 | SV Ried           | Bundesliga     | 2          | 0          | 0     | 0     | 0      | 0      | 2      | 0      |
| 2023/24 | SV Ried II        | Regionalliga   | 3          | 0          | 0     | 0     | 0      | 0      | 3      | 0      |
| 2024/25 | Almere City FC    | Eredivisie     | 1          | 0          | 0     | 0     | 0      | 0      | 1      | 0      |
| 2024/25 | Jong Almere City  | Tweede divisie | 9          | 0          | 0     | 0     | 0      | 0      | 9      | 0      |
| Totaal  | Totaal            | Totaal         | 46         | 0          | 3     | 0     | 0      | 0      | 49     | 0      |

Bijgewerkt op 12 juni 2025.
1 Bakker ·
2 Dankerlui ·
3 Jacobs ·
4 Visus ·
5 Ritmeester van de Kamp ·
6 Carbonell ·
7 Providence ·
8 Tahiri ·
9 Robinet  ·
11 Kadile ·
12 Jasim ·
14 Zagaritis ·
15 Lawrence ·
16 Nalić ·
17 Hansen ·
18 Brym ·
19 Haye ·
20 Akujobi ·
21 Guillaume ·
22 Barbet ·
23 Balboa ·
24 Mattoir ·
25 Mamengi ·
26 Keller ·
27 Martins ·
28 Receveur ·
29 Wendlinger ·
30 Kuiper ·
31 Van der Wilt ·
32 De Nijs ·
34 Foah-Sam ·
34 Pinas ·
36 Beaumont ·
37 Puriel ·
39 Poku ·
40 Dors ·
41 Mateyo ·
50 Garden ·
Coach: Rijsdijk
· Assistent-coach: Booy
· Assistent-coach: Dastgir
· Assistent-coach: Talan
· Keeperstrainer: Etemadi